# Donatas Banionis
Donatas Banionis (ur. 28 kwietnia 1924, zm. 4 września 2014) – radziecki i litewski aktor teatralny i filmowy. 

## Wybrana filmografia
- 1968: Martwy sezon jako Ładejnikow
- 1971: Goya jako Francisco Goya
- 1971: Król Lear jako książę Albany
- 1972: Solaris

## Odznaczenia
- Zasłużony Artysta Litewskiej SRR (1965)
- Ludowy Artysta Litewskiej SRR (1973)
- Ludowy Artysta ZSRR (1974)
- Nagroda Państwowa ZSRR (dwukrotnie, 1967 i 1977)[3]
- Order Rewolucji Październikowej (1981)
- Order Czerwonego Sztandaru Pracy
- Order Przyjaźni (Federacja Rosyjska) (1999)

ponadto odznaczony Premią Narodową Kultury i Sztuki. W 2004 został uhonorowany Wielkim Krzyżem Komandorskim „Za zasługi dla Litwy”, w 1994 – Krzyżem Komandorskim Orderu Wielkiego Księcia Giedymina. W 2014 Odznaką Ministerstwa Kultury „Nieś swoje światło i wierz”.